# The Great Silver Eye
Memorial is een verzamelalbum van de Portugese gothic metal-band Moonspell. Het album is uitgebracht op 29 juni 2007.

## Tracklist
| Nr. | Titel                             | Duur |
| --- | --------------------------------- | ---- |
| 1.  | Wolfshade (A Werewolf Masquerade) | 7:44 |
| 2.  | Vampiria                          | 5:36 |
| 3.  | Alma Mater                        | 5:37 |
| 4.  | Opium                             | 2:47 |
| 5.  | Raven Claws                       | 3:16 |
| 6.  | Full Moon Madness                 | 6:47 |
| 7.  | 2econd Skin                       | 4:51 |
| 8.  | Magdalene                         | 6:17 |
| 9.  | Soulsick                          | 4:16 |
| 10. | Lustmord                          | 3:45 |
| 11. | Firewalking                       | 3:06 |
| 12. | Nocturna                          | 3:52 |
| 13. | Everything Invaded                | 6:17 |
| 14. | Capricon At Her Feet              | 6:05 |
| 15. | Finisterra                        | 4:09 |
| 16. | Luna                              |      |
| 17. | Naamloos                          | 4:43 |